# Pandanus ornatus
Pandanus ornatus är en enhjärtbladig växtart som först beskrevs av Charles Gaudichaud-Beaupré, och fick sitt nu gällande namn av Wilhelm Sulpiz Kurz. Pandanus ornatus ingår i släktet Pandanus och familjen Pandanaceae. Inga underarter finns listade.